# Heteromesus frigidus
Heteromesus frigidus là một loài chân đều trong họ Ischnomesidae. Loài này được Hansen miêu tả khoa học năm 1916.